# Гуда (монахиня)
Гу́да (нем. Guda) — немецкая монахиня XII века, художница-иллюминатор.
Гуда была переписчицей рукописей в одном из монастырей Вестфалии; иных сведений о её жизни не сохранилось. Известна благодаря автопортрету в сборнике проповедей, который переписала и иллюминировала. Изображение вплетено в инициал слова Dominus («Господь») и снабжено надписью на латинском языке: «Guda, peccatrix mulier, scripsit et pinxit hunc librum» («Гуда, грешная женщина, написала и украсила рисунками эту книгу»). Правую руку монахиня на портрете держит перед собой, в левой находится лента с текстом. Её взгляд обращён не на читателя, а выше, словно устремляясь в небо. Несмотря на самоуничижительный характер надписи, Гуда явно осознавала всю важность своей работы; её желание оставить своё имя в истории необычно для того времени, поскольку переписчики, как женщины, так и мужчины, оставались, как правило, анонимными.
Автопортрет Гуды считается одним из первых в истории западного искусства. В настоящее время сборник проповедей, в котором он содержится, хранится в государственной библиотеке Франкфурта-на-Майне.